# أمريكا المفتوحة 2013 (كرة مضرب)
هنا قائمة الفائزين والفائزات ببطولة أمريكا المفتوحة لسنة 2013:

## الأبطال

### فردي رجال
رافاييل نادال هزم.  نوفاك ديوكوفيتش, 6–2, 3–6, 6–4, 6–1

### فردي سيدات
سيرينا ويليامز هزمت.  فيكتوريا أزارينكا, 7–5, 6–7(6–8), 6–1

### زوجي رجال
ليندر بايس /  راديك ستيبانيك هزما.  اليكسندر بيا /  برونو سواريس, 6–1, 6–3.

## وصلات خارجية
- الموقع الرسمي[وصلة مكسورة]